# دير أبي سيفين بصوص - نقادة
دير أبي سيفين بصوص - نقادة ويُعرف مُختصراً باسم دير أبي سيفين، أحد الأديرة السبعة لمركز نقادة غرب النيل وهو دير قبطي أرثوذكسي. يقع الدير في قرية «صوص» مركز نقادة حوالى 10 كم ويبعد عن دير الملاك ميخائيل 10 كم تقريباً، وتتكون الكنيسة من ثلاث هياكل وحجرة جانبية قبلية، والحائط الشرقي للهيكل الأوسط نصف دائري تزينه ثلاث حنيات، الصحن يتوسطه أربعة أكتاف من المباني تحمل السقف المستوى العادي. وكان يوجد في الركن الغربي القبلي من الصحن مغطس مربع، أما الخورس الغربي وهو مخصص للنساء فله باب خاص في الحائط البحري بجوار الباب الرئيسي للكنيسة، وفى الركن البحري الغربي سلم إلى الدور العلوي وأسفله المعمودية.

## وصلات خارجية
- دير أبي سيفين بصوص - نقادة. موقع الأنبا تكلا هيمانوت (كنيسة دير أبي سيفين القبطية الأرثوذكسية، نقادة، قنا، مصر).
- دير أبي سيفين بصوص - نقادة. موقع موسوعة تاريخ أقباط مصر ( أديرة نقادة).
- دير أبي سيفين بصوص - نقادة. موقع اقباط اليوم (بالصور.. لفيف من الكهنة يحتفلون بعيد أبو سيفين بصوص).
- دير أبي سيفين بصوص - نقادة. موقع رقيم (المعالم السياحية القبطية في قنا).